# Minadora dels cítrics
El minadora dels cítrics (Phyllocnistis citrella) és una espècie de lepidòpter ditrisi de la família Gracillariidae. És una temible plaga dels cítrics, Prové del Sud-est asiàtic.
Va arribar a l'àrea de Castelló als anys 1990 i va afectar tots els cítrics, especialment els tarongers. Afecta els brots joves de les plantes on forma galeries molt visibles que si bé no afecten l'arbre, sí que modifiquen greument el seu creixement i floració. Hui en dia està controlada per mitjà de tractaments fitosanitaris.